# Inclusividade
A inclusividade ou "clusividade" é a distinção pronominal presente em alguns idiomas, pela qual a primeira pessoa do plural apresenta duas formas: uma inclusiva na qual o ouvinte está incluído: nós = eu + tu + outro(s); uma dita exclusiva na qual o interlocutor não está incluído: nós = eu + outro(s), porém tu não. Em português, essa diferença se faz sentir entre os pronomes nós (inclusivo) e nós outros (exclusivo), e também entre nós (inclusivo) e a gente (exclusivo).
Nas línguas em que existem pronomes duais, há também formas diferentes para indicar o dual inclusivo e o dual exclusivo. Essa distinções de dualidades da primeira pessoa e entre nós exclusivo ou inclusivo existem em cerca de uma terça parte das línguas do mundo.

## Linguas com inclusividade
Aqui listam-se algumas línguas que apresentam a distinção - nós inclusivo  vs. exclusivo.
- Línguas indígenas das Américas: Aimará, Guarani, Quíchua, Tupi, Zapotecas, Tsotsil, as Algonquinas
- Línguas da Oceania e do Sudeste Asiático: Bislamá, que tem grande inventário de pronomes; Ilocano, Tagalo, Cebuano, outras das Filipinas, Tok Pisin, Vietnamita, Malaio, Indonésio
- algumas da Índia: Malayala, Telugo, etc.
- outras: algumas do Cáucaso (ex.: Checheno), Fula (África), Mandarim padrão (Taiwan), etc.

- algumas línguas se utilizam de recursos linguísticos para fazer entender a inclusividade:
  - inglês: temos as chamadas let's que é inclusiva e let us que pode ser entendida como exclusiva.
  - sueco: vi andra é exclusivo contra vi (inclusivo)
  - francês: nous autres é exclusivo contra nous (inclusivo)
  - italiano: noi altri é exclusivo contra noi (inclusivo)

### Bibliografía
- Payne, Thomas E. (1997), Describing morphosyntax: A guide for field linguists, ISBN 0-521-58224-5, Cambridge University Press
- Filimonova, Elena (eds). (2005). Clusivity: Typological and case studies of the inclusive-exclusive distinction. Amsterdam: John Benjamins Publishing Company. ISBN 90 272 2974 0.